# Raad van Hoeders
De Raad van Hoeders van de Grondwet (Perzisch: شورای نگهبان) is het hoogste orgaan binnen de grondwet van de Islamitische Republiek Iran. De Raad werd in 1979 ingesteld door Ruhollah Khomeini, na de revolutie die leidde tot de val van de monarchie en de invoering van de Islamitische republiek.

## Functies
De Raad van Hoeders heeft het gezag om de grondwet te interpreteren en te bepalen of de wetten die door het parlement worden aangenomen al dan niet in strijd zijn met de islam of de constitutie van Iran. De Raad is zelf geen wetgevende instantie, maar heeft wel veto over het Iraanse parlement. Hij kan dus elk door het parlement aangenomen wetsvoorstel alsnog afwijzen.
De kandidaten voor de parlements- en presidentsverkiezingen, evenals de kandidaten voor de verkiezingen van de Raad van Experts, dienen door de Raad van Hoeders goedgekeurd te worden alvorens zij mee mogen doen. De raad weerhoudt vaak vele vrouwen en hervormingsgezinde kandidaten van deelname.

## Samenstelling

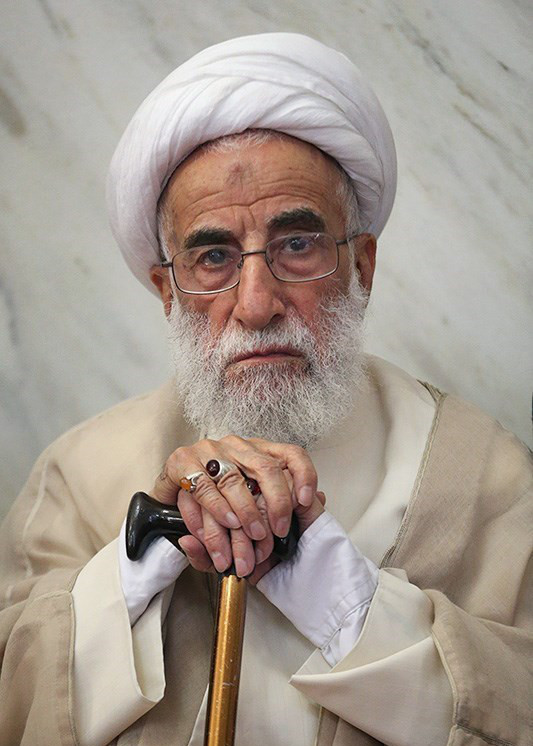
Ahmad Jannati, sinds 1988 voorzitter van de Raad van Hoeders

De Raad van Hoeders bestaat uit twaalf islamitische geestelijken en rechtsgeleerden. Zes van hen zijn geestelijken die worden aangesteld door de hoogste leider van Iran (sinds 1989 Ali Khamenei). De andere zes zijn rechtsgeleerden die worden voorgesteld door het hoofd van de rechterlijke macht van Iran (sinds 1999 Mahmoud Shahroudi; die zelf wordt aangesteld door de hoogste leider van Iran). Uit de voorgestelde rechtsgeleerden stelt het parlement vervolgens de andere zes leden van de raad aan.
De leden worden gefaseerd gekozen voor 6 jaar, zodat de helft van de leden elke drie jaar wijzigt. De hoogste leider van Iran heeft de macht om leden van de geestelijken uit de Raad van Hoeders weg te sturen (artikel 110 van de Iraanse grondwet).
De voorzitter van de Raad van Hoeders is sinds 1988 ayatollah Ahmad Jannati (lid sinds 1980), een havik die wordt bekritiseerd wegens het tegenhouden van hervormingsgezinde regeringskandidaten. Hij heeft grote macht, doordat hij ook lid is van de Raad van Geschiktheid en Oordeel, een orgaan dat conflicten tussen de Raad van Hoeders en de Majlis probeert op te lossen, en van de Raad van Experts die de hoogste leider van Iran aanstelt.